# Ратимир (князь Паннонской Хорватии)
Ратимир — правитель Паннонской Хорватии в первой половине IX века. Считается, что Ратимир принадлежал к династии, из которой происходили правители Моравии и Хорватии.

## Биография
В 827 году болгары под командованием Великого хана Омуртага вторглись и завоевали хорватское княжество в Паннонской Савии и часть территорий к северу от Савии, которые входили в состав Франкского государства.
В 829 году они поставили местного князя Ратимира в качестве нового правителя Паннонии от их лица.
Девять лет спустя, в 838 году, после болгарского завоевания Македонии, Радбод сверг Ратимира и восстановил власть франков в Паннонии.
После нападения Радбода Ратимир бежал, а в Паннонской Хорватии стали править Прибина и Коцел, происходившие из Кестхея (Блатнограда или Залавара в современной Венгрии).
В отличие от своих предшественников, Ратимир пережил раскол в отношениях с христианской Византийской империей.